# Auermühle (Bonn)
Die Auermühle ist eine ehemalige Industrieanlage im Bonner Ortsteil Graurheindorf, gelegen am Bonner Hafen. Die Gebäude des aus Getreidesilos und -mühlen bestehenden Komplexes entstanden ab 1923. Heute werden sie als Bürogebäude genutzt. Das Auermühlen-Gelände befindet sich am Nordrand des Hafens an der Karl-Legien-Straße, vom Rhein ist es durch Teile der Verladeanlagen des Hafens getrennt. Die Auermühle steht als Baudenkmal unter Denkmalschutz.

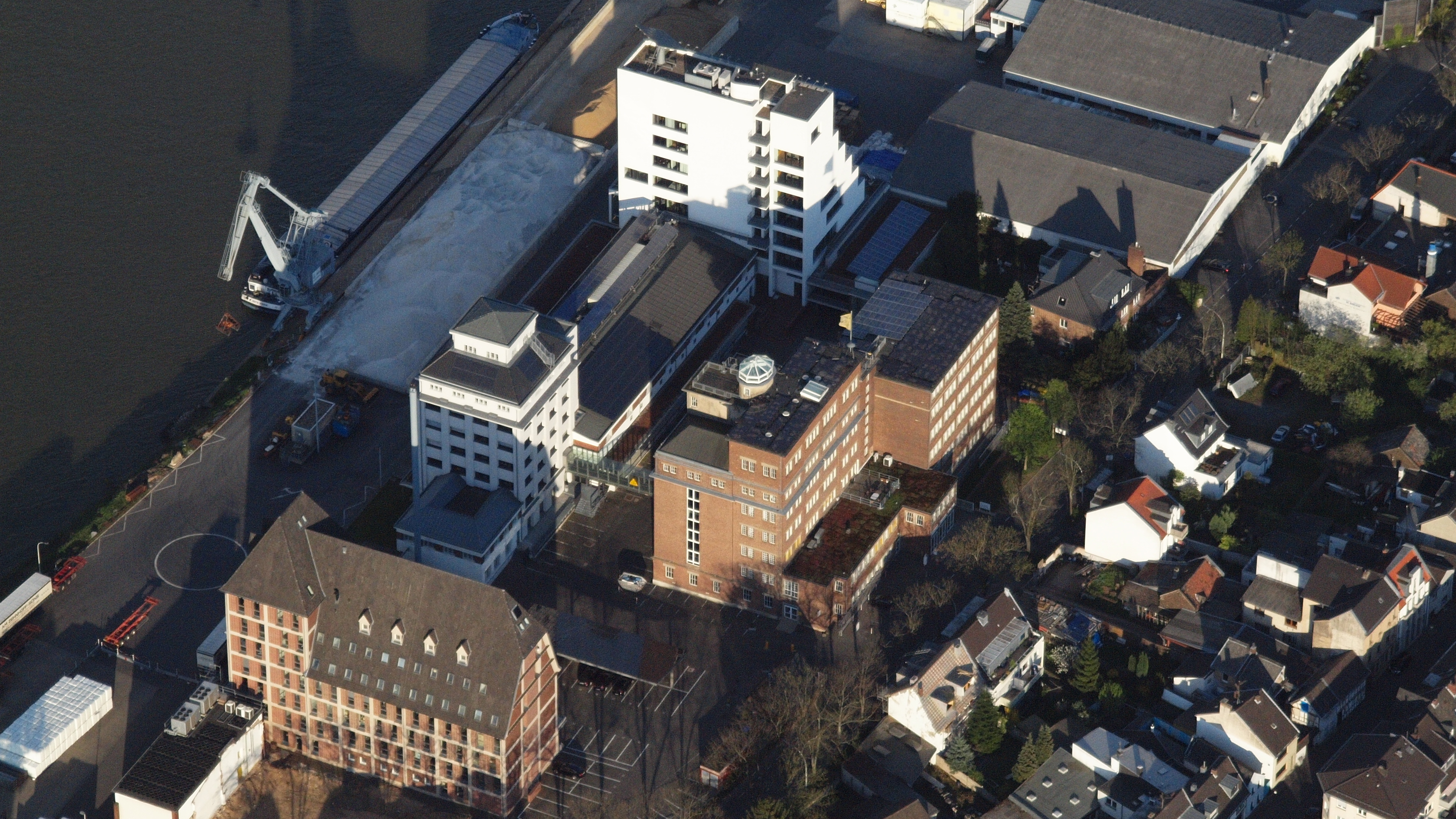
Luftaufnahme der Auermühle von Nordwesten

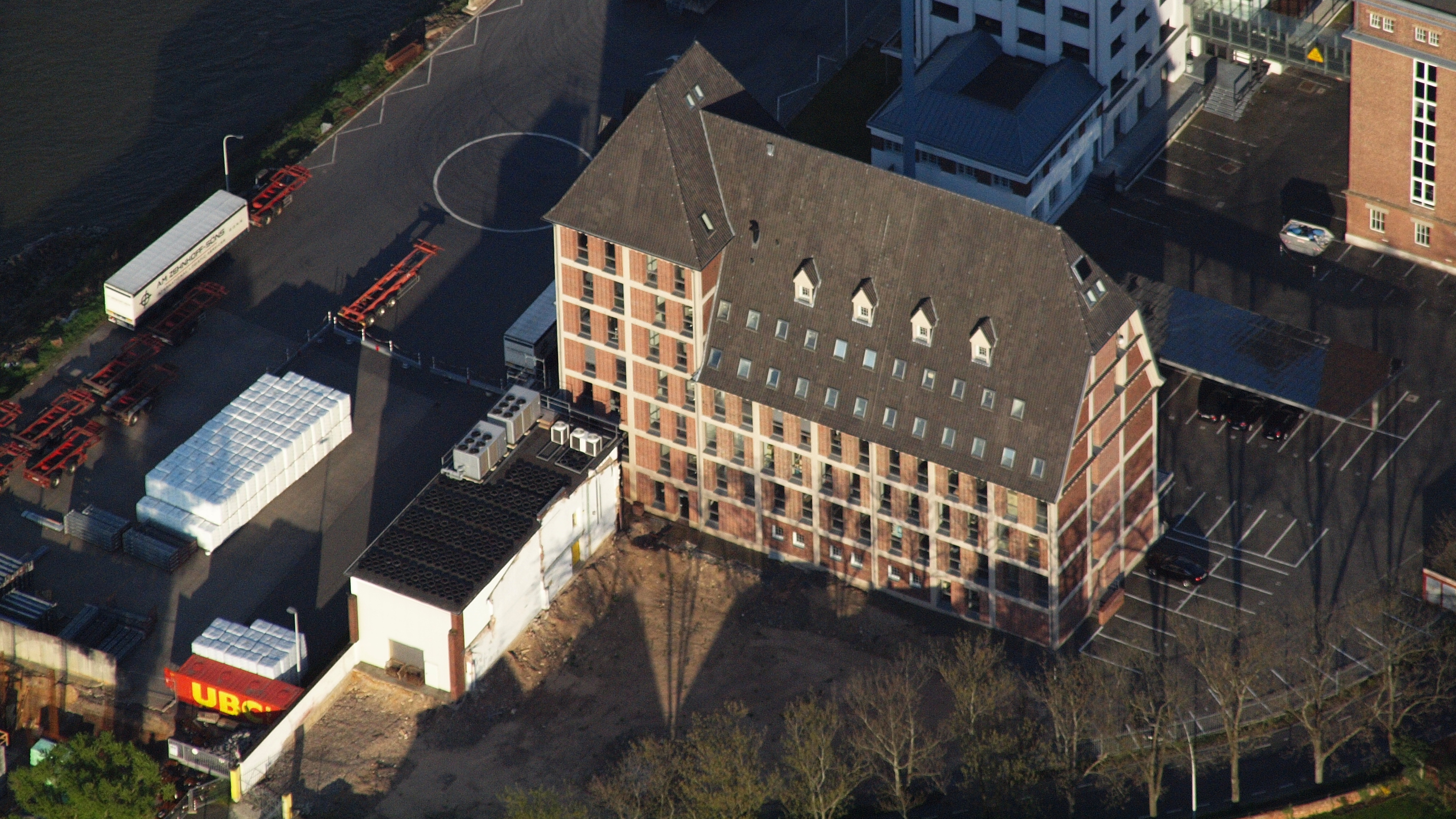
Luftaufnahme, Detailansicht

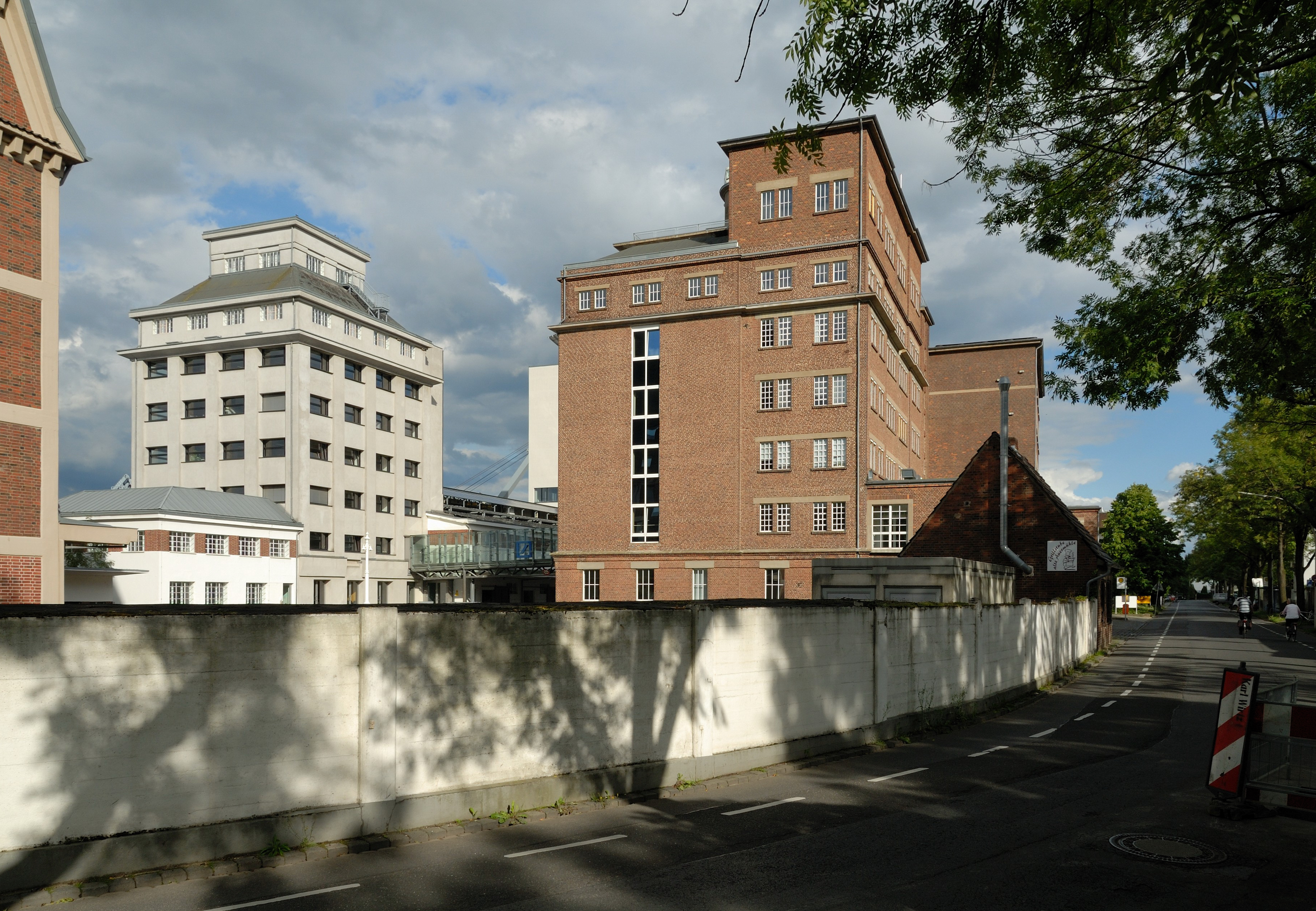
Blick von der Karl-Legien-Straße auf einige Gebäude der Auermühle

## Geschichte
1923 begann angrenzend an die von 1922 bis 1924 im Bau befindliche neue Werft die Errichtung von Lagerhäusern und des ersten Silos durch die Gebrüder Cremer. 1926 wurde die Anlage von Carl Auer übernommen, bis 1927 die Gebäude inklusive der eigentlichen Mühle fertiggestellt. Der Betrieb firmierte als „Bonner Weizenmühle Carl Auer“. 1939 folgte ein zweites Silo, beide hatten eine Kapazität von 80.000 dz. 
1948 kam eine Hafer- und Reismühle hinzu, die jedoch bereits 1951/52 wieder stillgelegt und für Büronutzung umgebaut wurde. 1963/64 entstand ein letztes Lagerhaus.
Die Getreidemühle stellte ihren Betrieb in den späten 1980er Jahren ein. 1994 wurde die Anlage unter Denkmalschutz gestellt. Frank Asbeck, späterer Vorstandsvorsitzender der SolarWorld, und sein Bruder Marc kauften die Auermühle zu Beginn desselben Jahres von den Stadtwerken Bonn (SWB) und ließen sie zu einem Bürogebäude umbauen. Der erste Bauabschnitt, der einen Anbau betraf, wurde im Juni 1994 fertiggestellt, der zweite umfasste das eigentliche Mühlengebäude und war im Januar 1995 vollendet. Zunächst hatte dort die Johanniter-Unfall-Hilfe ihren Sitz. 1996–1998 wurden auch die Silos nach Plänen des Architekten Heribert Wiesemann zu Bürogebäuden umgebaut.
Hauptnutzer der Auermühle war die Serviceabteilung DB Direkt der Deutschen Bank mit einem Callcenter. Am 30. Oktober 2008 wurde bekannt, dass der Standort mit 550 Mitarbeitern geschlossen werden soll. Daneben gibt es mehrere kleinere Mieter, darunter DHL. In der Folge zog Frank Asbeck mit seinem Unternehmen Solar World in Stufenturm, Mühlensilo und das Hauptgebäude ein. In einer Etage der Mühle wurde für die Angestellten ein Fitnessstudio eingerichtet. Siemens hat seit Frühjahr 2011 ca. 3.650 m2 Bürofläche in der Kornkirche angemietet.

## Architektur
Das Silo 1 entstand aus Stahlbeton und besteht aus 16 Siloröhren, die abgestufte Dachkonstruktion wird dem Spätexpressionismus zugeordnet. Direkt angebaut ist ein Flachbodenspeicher. Beim Umbau 1996/97 wurde ein externer Treppenturm mit Glasfassade hinzugefügt, von den Siloröhren ist nach Entfernung der Wände ein Stützenraster geblieben. Die Fassade ist mit einem ungefärbten Zementputz überzogen.
Silo 2 besteht ebenfalls aus Stahlbeton. Aufgrund seiner an ein Kirchengebäude erinnernden Form wird es auch als „Kornkirche“ bezeichnet. Hier wurden beim Umbau bis auf zwei alle Siloröhren komplett entfernt, die Treppenhäuser liegen intern. Die Fassade besteht aus Klinkern.